# Henri Karjalainen
Henri Mikael Karjalainen (nasceu a 19 de Fevereiro de 1986) é um automobilista finlandês.

## Carreira[1]
Aos 22 anos de idade, Henri Karjalainen já correu na Europa, Ásia e América do Norte durante a sua carreira. Henri Karjalainen começou nos karts em 2000 com 14 anos, competindo no Campeonato Finlandês e no Troféu Viking.
Henri Karjalainen continuou nos karts na Europa até 2004, quando saltou para a Fórmula BMW ADAC. Nesta temporada, Henri Karjalainen competiu contra o piloto de Fórmula 1 Sebastian Vettel e contra a sua futura rival no campeonato de 2009 de Fórmula 2 FIA Natacha Gachnang.
Em 2005, Henri Karjalainen esteve novamente na Fórmula BMW, indo para a Team Rosberg, onde somou os seus primeiros pontos. Em 2006, Henri Karjalainen trocou a Europa pela Ásia para disputar o Desafio Asiático de Fórmula Renault, onde acabou num honroso 4º lugar, com uma vitória, 2 poles e 3 pódios. Henri Karjalainen fez ainda 5 corridas na Fórmula 3 Ásia.
Ficando na Ásia em 2007, Henri Karjalainen foi para a Fórmula 3 Ásia-Pacífico, acabando o campeonato em 2º, apenas a 8 pontos do 1º, com pódios em dez das 30 corridas. Durante esta temporada, Henri Karjalinen teve a oportunidade de substituir o compatriota Markus Niemelä, que estava lesionado, na ronda no Istanbul Park (Turquia) da Temporada da GP2 Series de 2007. Henri Karjalinen aplicou-se, mas Markus Niemelä conseguiu regressar na ronda seguinte.
Em 2008, Henri Karjalinen deixou a Ásia, indo para o Campeonato de Fórmula Atlantic, na América do Norte, assegurando um respeitável lugar a meio da tabela, acabando consistentemente nos pontos durante a temporada.

### Registo nos carros e/ou monolugares
| Época | Campeonato                          | Corridas disputadas | Vitórias | Pole Positions | Pódios | Pontos | Lugar Final      |
| ----- | ----------------------------------- | ------------------- | -------- | -------------- | ------ | ------ | ---------------- |
| 2004  | Fórmula BMW ADAC                    | Todas               | ND       | ND             | ND     | ND     | 24º              |
| 2005  | Fórmula BMW ADAC                    | Todas               | ND       | ND             | ND     | ND     | 21º              |
| 2006  | Desafio Asiático de Fórmula Renault | Todas               | 1        | 2              | 3      | ND     | ND               |
| 2006  | Fórmula 3 Ásia                      | 5                   | ND       | ND             | ND     | ND     | ND               |
| 2007  | Fórmula 3 Ásia-Pacífico             | Todas               | 5        | 3              | 10     | ND     | 2º               |
| 2007  | GP2 Series                          | 1                   | 0        | 0              | 0      | 0      | Não Classificado |
| 2008  | Campeonato de Fórmula Atlantic      | ND                  | ND       | ND             | ND     | ND     | 17º              |
| 2009  | Fórmula 2 FIA                       | ND                  | ND       | ND             | ND     | ND     | ND               |